# А їдише маме
А їдише маме, а ідише мама, або май їдише момме (їд.: אַ ייִדישע מאַמע‎) — єврейська клейзмерська пісня, написана Джеком Єлленим (музика в співавторстві з Льюком Поллаком). Була перекладена багатьма мовами і поширилася в різних країнах. Вперше пісня була записана у США близько 1925 року.
Це дуже поширина пісня для виступів, особливо у навчальних закладах. В російсько-їдишській версії була популярною в єврейських школах Києва, та йшла пліч-о-пліч з піснею Як тебе не любити, Києве мій!, через принцип виховання любові до країни та міста як до рідної мами, та її спадщини.
Також цю пісню виконували під час проведення Форуму культурної дипломатії «Світ без війни», який проходив з 14 по 31 травня 2019 року у Верховній Раді України.

## Значення
Пісня розповідає про сина, його тугу за померлою матір’ю, про темряву, що опустилася на хату з відходом матері, яка була світлом хати. Він вихваляє єврейську матір, обігруєючи характерні стереотипи єврейської мами. Слова та музика символізують почуття ностальгії за старим світом і почуття провини за те, що залишили єврейську спадщину та асимілювалися в американському суспільстві.

## Історія
За однією з версій, Єллен написав пісню «А їдише маме» спеціально для співачки Софі Такер, у якої нещодавно померла її власна мати. За іншою версією, Софії Такер була однією з перших – але все ж таки не першою виконавицею (Вперше записана Віллі Говардом), проте саме у її виконанні пісня набула популярності та стала світовим шлягером. У 1928 році Такер записала платівку з піснею «А їдише маме», на одному боці був запис на їдиші, а з іншого – англійською, ця платівка увійшла до першої п'ятірки американського хіт-параду. Пізніше пісню популяризували відомі виконавці єврейських пісень – Лео Фульд та сестри Беррі.
За іншою версією приводом для написання пісні стала смерть матері самого Джека Єллена.